# Farmaceutykalizacja
Farmaceutykalizacja – termin socjologiczny oznaczający „proces, w którym kondycja społeczna,
behawioralna lub fizyczna człowieka jest traktowana przez lekarzy i pacjentów
jako wymagająca terapii przy pomocy farmaceutyków”.
Farmaceutykalizacja oznacza, że w codziennym życiu ludzie zaczynają stosować coraz częściej leki. Dzieje się tak za sprawą agresywnego marketingu i sprzyjającego prawa. Dla przykładu w USA można reklamować do publicznej wiadomości leki na receptę. Ludzie zażywają leki nawet wtedy, kiedy nie jest to niezbędne lub nawet potrzebne. Na przykład leczenie ADHD (zaburzenie koncentracji u dzieci) jest łatwiejsze (wygodniejsze) przy pomocy leków niż psychoterapii i dlatego rodzice i lekarze często właśnie na takie się decydują.
W języku polskim zdarza się, że ten angielski termin pharmaceuticalization tłumaczony jest również jako farmakologizacja. W literaturze naukowej trwają rozważania, czy proces farmaceutykalizacji jest odrębny od procesu medykalizacji.